# 李蔭蘭
李蔭蘭（?—?），又名李蔭鑾，字玉坡，直隸省河間府景州（今河北省景縣）人，清朝政治人物、進士出身。
光緒九年（1883年），登進士，同年五月，改翰林院庶吉士。历官通政副使。光緒二十六年，任浙江學政。光緒二十七年，升太僕寺卿。